# Alexander P. Stewart
Alexander Peter Stewart, även kallad "Old Straight", född 2 juli 1821, död 30 augusti 1908, var en generallöjtnant i de Amerikas konfedererade stater armé under det amerikanska inbördeskriget.

## Biografi
Stewart föddes i Rogersville, Tennessee. Han tog en militär examen från United States Military Academy 1842 och blev fänrik i 3rd Field Artillery Regiment där han tjänstgjorde i 3 år innan han tog avsked från sin tjänst för att istället bli professor i matematik och experimentell filosofi vid Cumberland University. Han  fick senare samma position vid University of Nashville.

## Under det amerikanska inbördeskriget
Den 17 maj 1861, strax före  starten av det amerikanska inbördeskriget, accepterade Stewart uppdraget som major för en utträdes-positiv milis som hade bildats i Tennessee, detta trots att hans själv var emot utträdande ur unionen. Några månader senare gick han officiellt med i de konfedererade staternas armé. I november samma år  tilldelades han rollen som brigadgeneral inom föregångaren till Army of the Tennessee. I denna position tjänstgjorde han tills han blev befordrad till generalmajor den 2 juni 1863. Han deltog i Tullahomakampanjen som varade från den 24 juni till 3 juli samma år. Den 19 september 1863 blev han skadad vid Slaget vid Chickamauga men fortsatte ändå att leda sina soldater. Han deltog likaså i Atlantafälttåget året därpå, och ersatte befälhavaren för  Leonidas Polk när denna dog i slaget vid Marietta. Han blev utsedd till t.f generallöjtnant strax därefter och ledde sin formation vid slaget vid Ezra Church, där han blev skadad ännu en gång, denna gång i pannan. Han behöll sitt befäl och ledde formationen i bland annat Andra slaget vid Franklin i november och slaget vid Nashville i december. Det var vid Nashville som det hela kollapsade för Stewart. Redan den första dagen av stridandet fick formationen utstå tunga förluster, och försvaret brast helt dagen därpå när trupperna på Stewarts vänstra flank föll. Det som blev kvar av Army of the Tennessee och Stewarts formation skickades österut för att delta i Carolina-kampanjen. Vid denna tidpunkt  bestod armén av färre än 5 000 män.   
Armén gav upp den 26 juli 1865, och Stewart släpptes den 1 maj.

## Efter den militära karriären
Efter kriget återgick Stewart till sitt arbete som professor inom matematik och filosofi vid Cumberland University och arbetade mellan 1866 och 1869. Därefter flyttade han  till Missouri för ett arbete  som försäkringschef, och sedan till Mississippi där han blev  kansler för University of Mississippi. Stewart flyttade tillbaka till Missouri 1906 där han två år senare avled av hjärtsvikt.